# Swift Current (Bolivien)
Swift Current (auch: Swifft Current) ist ein Straßendorf im Departamento Santa Cruz im Tiefland des südamerikanischen Andenstaates Bolivien.

## Lage im Nahraum
Swift Current liegt in der Provinz Andrés Ibáñez und ist der zweitgrößte Ort des Cantón La Guardia im Municipio La Guardia. Die Gemeinde liegt auf einer Höhe von 822 m in der weiten Schwemmlandebene, die vom Río Piraí (50 km) im Westen und dem Río Grande (15 km) im Osten geschaffen worden ist. Die Siedlung erstreckt sich in dem landwirtschaftlich intensiv genutzten Gebiet über eine Fläche von 211,45 Hektar und wird von 210 Familien (2012) bewohnt. Sie wurde im Jahr 1968 von mennonitischen Siedlern gegründet.

## Geographie
Swift Current liegt östlich der Cordillera Oriental am Rande des bolivianischen Tieflandes. Die Region weist ein semihumides schwülfeuchtes Tropenklima auf mit geringen Tages- und Nachtschwankungen der Temperaturen.
Die Jahresdurchschnittstemperatur beträgt 24 °C (siehe Klimadiagramm Santa Cruz), die monatlichen Durchschnittswerte schwanken zwischen 20 °C im Juni und Juli und 26 °C von Oktober bis Dezember. Der jährliche Niederschlag in der Region liegt bei etwa 1000 mm, einer kurzen Trockenzeit von Juli bis August mit Monatsniederschlägen von nur 30 bis 40 mm steht eine ausgedehnte Feuchtezeit gegenüber, in der von Dezember bis Februar die Monatswerte zwischen 135 und 160 mm liegen.

## Verkehrsnetz
Swift Current liegt in einer Entfernung von 42 Straßenkilometern südöstlich von Santa Cruz, der Hauptstadt des gleichnamigen Departamentos.
Von Zentrum der Hauptstadt fährt man acht Kilometer in südlicher Richtung über die Avenida Velarde und die Avenida Santos Dumont und biegt dann in südöstlicher Richtung auf die Avenida Nuevo Palmar ab, die vorbei an der Nordostecke des Landschaftsschutzgebietes Lomas de Arena und an der Ortschaft Olivera über Villa Victoria weiter nach Südosten führt, vorbei an Swift Current und San Lorenzo Brecha 7 zum Río Grande.

## Bevölkerung
Die Einwohnerzahl des Ortes ist im Jahrzehnt zwischen den beiden letzten Volkszählungen um fast ein Drittel angestiegen:
| Jahr | Einwohner         | Quelle       |
| ---- | ----------------- | ------------ |
| 1992 | keine Detaildaten | Volkszählung |
| 2001 | 895               | Volkszählung |
| 2012 | 1155              | Volkszählung |
| 2024 |                   | Volkszählung |

Aufgrund der Zuwanderung von Agrarbevölkerung vom Altiplano im 20. Jahrhundert weist die Region einen gewissen Anteil an indigener Bevölkerung auf: Im Municipio La Guardia sprechen 17,1 Prozent der Einwohner Quechua.